# Schwannova celica
Schwannova ali nevrolemska celica (tudi nevrolemocit) je nevroglijska celica v obkrajnem živčevju, ki tvori mielinsko ovojnico okrog posameznega aksona ali v katero je vloženih več nemieliniziranih aksonov. Ena Schwannova celica obdaja le en del aksona; vzdolž aksona je nanizanih več Schwannovih celic, med njimi pa so nemielizirane vrzeli, ki se imenujejo Ranvierovi zažetki.
Ime so dobile po Theodorju Schwannu, nemškem histologu, anatomu in fiziologu, ki je soavtor celične teorije.

## Vloga
Schwannove celice tvorijo mielin, le-ta pa je sestavina mielinske ovojnice in predstavlja električno izolacijo aksona. Na ta način je omogočen hitrejši prenos akcijskega potenciala po živčnem vlaknu, saj po mieliniziranem aksonu ta ne potuje neprekinjeno, pač pa skače iz enega Rainverovega zažetka na drugega.
Schwannove celice imajo pomembno vlogo pri varovanju in regeneraciji živčnih celic obkrajnega živčevja. Raziskujejo njihovo potencialno uporabljivost pri zdravljenju demielizirajočih boleznih in poškodbah hrbtenjače. Zmožne so namreč dediferenciacije, migracije, proliferacije, tvorbe rastnih dejavnikov in mielinizacije regeneriranih aksonov.

## Motnje
Schwannove celice so prizadete pri številnih demielizirajočih boleznih, kot sta Charcot-Marie-Toothova bolezen in Guillain-Barréjev sindrom, njihova okužba z bakterijo Mycobacterium leprae povzroči gobavost, so pa vključene tudi v razvoj raka v primeru nevrofibromatoze tipov 1 in 2.